# Els Bessons (Garrigues)
Els Bessons constitueix una zona de trànsit entre la plana estepària del Segrià i l'Urgell i les zones forestals, més elevades, que se situen a les elevacions prelitorals de la serra de la Llena. Acull una mostra força representativa del paisatge típic de les Garrigues, un mosaic de conreus tradicionals de secà i de zones de vegetació natural de carrascars situada en els punts més alts dels petits turons i bonys del terreny de la plana de Lleida. La conservació d'aquests mantells continus de vegetació natural li confereixen singularitat i en ressalten el contrast amb les terres cultivades de l'entorn. Aquest Espai va ser declarat per primera vegada com a LIC l'any 1997, ZEPA l'any 2001 i, posteriorment, va ser ampliat com a espai Natura 2000 mitjançant l'Acord del Govern 112/2006, de 5 de setembre, que aprova la xarxa Natura 2000 a Catalunya.

## Medi físic
L'Espai està constituït per turons de la baixa plana central, que no s'eleven considerablement, assolint tot just entre 400 i 600 m d'altitud. Estan formats per roques calcàries consolidades, que s'alternen amb estrats de materials més tous i naturalesa argilosa. Dins aquest Espai s'hi troben diversos conreus que estan encaixats entre els turons i defineixen aquest característic relleu. Aquests turons estan coberts per un mantell continu de vegetació que minimitza els processos erosius que puguin patir, augmentant encara més el contrast d'aquests amb les zones agrícoles dels voltants.

## Biodiversitat
La conservació d'aquest Espai natural és important atès que és una mostra representativa del paisatge de les Garrigues, caracteritzat pel mosaic entre els conreus de secà i les àrees de vegetació natural que conformen una zona de transició entre la vegetació continental (és el límit septentrional del roure de fulla petita) i la mediterrània amb traces de vegetació estepària. En fauna, cal assenyalar la presència de rapinyaires, com l'àliga cuabarrada o perdiguera, l'àliga daurada, el duc i els abundants aligots i xoriguers.

### Vegetació i flora
Dins l'Espai s'hi pot trobar un ampli mosaic de conreus d'olivera, vinya i ametller, amb les seves característiques espècies herbàcies, com el colletxó (Moricandia arvensis). Aquest mosaic contrasta amb l'elevació i canvi en el relleu i la cobertura que ofereixen els turons. Aquests turons contenen diverses comunitats, com ara petites bosquines de pi blanc (Pinus halepensis), que apareixen entre les brolles. Aquestes brolles, de caràcter calcícola, ocupen una bona part del territori, i són dominades per la brolla de romaní i maleïda amb esteperola (Genisto-Cistetum clusii). Juntament amb les brolles, la garriga (Quercetum cocciferae) caracteritza les cobertes vegetals d'aquest ENP. Els erms de llistó (Thero-Brachypodion) contenen una rica i variada flora d'espècies herbàcies anuals i apareixen en les zones de sòls més pobres, on altres comunitats tenen més dificultat per establir-se. Una de les comunitats que actualment es troba de forma més escassa a l'Espai és el carrascar amb espina cervina (Quercetum rotundifoliae rhamnetosum infectoriae).

### Fauna
La vegetació de brolles calcícoles, en bon estat de conservació, ofereix un hàbitat molt bo de caça per a algunes espècies de rapinyaires, com ara l'àguila cuabarrada (Aquila fasciata), l'àguila daurada (Aquila chrysaetos) i el duc (Bubo bubo), que troben gran quantitat de recursos naturals per les abundants poblacions de conill (Oryctolagus cunniculus) existents. Cal remarcar la presència a l'Espai d'algunes espècies de caràcter estepari, com el gaig blau (Coracias garrulus) o el torlit (Burhinus oedicnemus). Una altra espècie interessant que necessita aquests ambients amb cobertura vegetal de baixa altura és el còlit negre (Oenanthe leucura). Pel que fa als rèptils, el llangardaix ocel·lat (Lacerta lepida) és una espècie freqüent a l'Espai.
Pel que fa a la fauna invertebrada, cal subratllar la singularitat d'algunes espècies d'heteròpters que són poc conegudes a Catalunya.